# Залужжя (Гайсинський район)
Залу́жжя — село в Україні, у Теплицькій селищній громаді Гайсинського району Вінницької області. Населення становить 957 осіб.

## Географія
У селі бере початок річка Бужок, права притока Теплику.

## Історія
Перша згадка про село належить до 1777 року.
Поблизу села у 1942 році нацистські загарбники розстріляли понад 1000 громадян.
У Залужжі в радянські часи працював колгосп ім. Карла Маркса. За ним було закріплено 1854 га землі, у тому числі орної 1515 га. Основні культури — озима пшениця, цукрові буряки, кукурудза. Колгосп видавав багатотиражну газету «Шляхом Ілліча».
Радянська партійна організація створена 1936 року, комсомольська — у 1923 році.
12 червня 2020 року, відповідно розпорядження Кабінету Міністрів України № 707-р «Про визначення адміністративних центрів та затвердження територій територіальних громад Вінницької області», село увійшло до складу Теплицької селищної громади.
19 липня 2020 року, в результаті адміністративно-територіальної реформи і ліквідації Теплицького району, село увійшло до складу Гайсинського району.

## Населення

### Мова
Розподіл населення за рідною мовою за даними :
| Мова       | Кількість | Відсоток |
| ---------- | --------- | -------- |
| українська | 950       | 99.27%   |
| російська  | 7         | 0.73%    |
| Усього     | 957       | 100%     |

## Персоналії
- Вероніка Ганай — українська письменниця, ведуча радіо «ВІНТЕРА»